# Carleton Forehoe
Carleton Forehoe – wieś w Anglii, w Norfolk. W 1931 wieś liczyła 123 mieszkańców. Carleton Forehoe jest wspomniana w Domesday Book (1086) jako Carle/Karletuna.